# クアンホア県 (タインホア省)

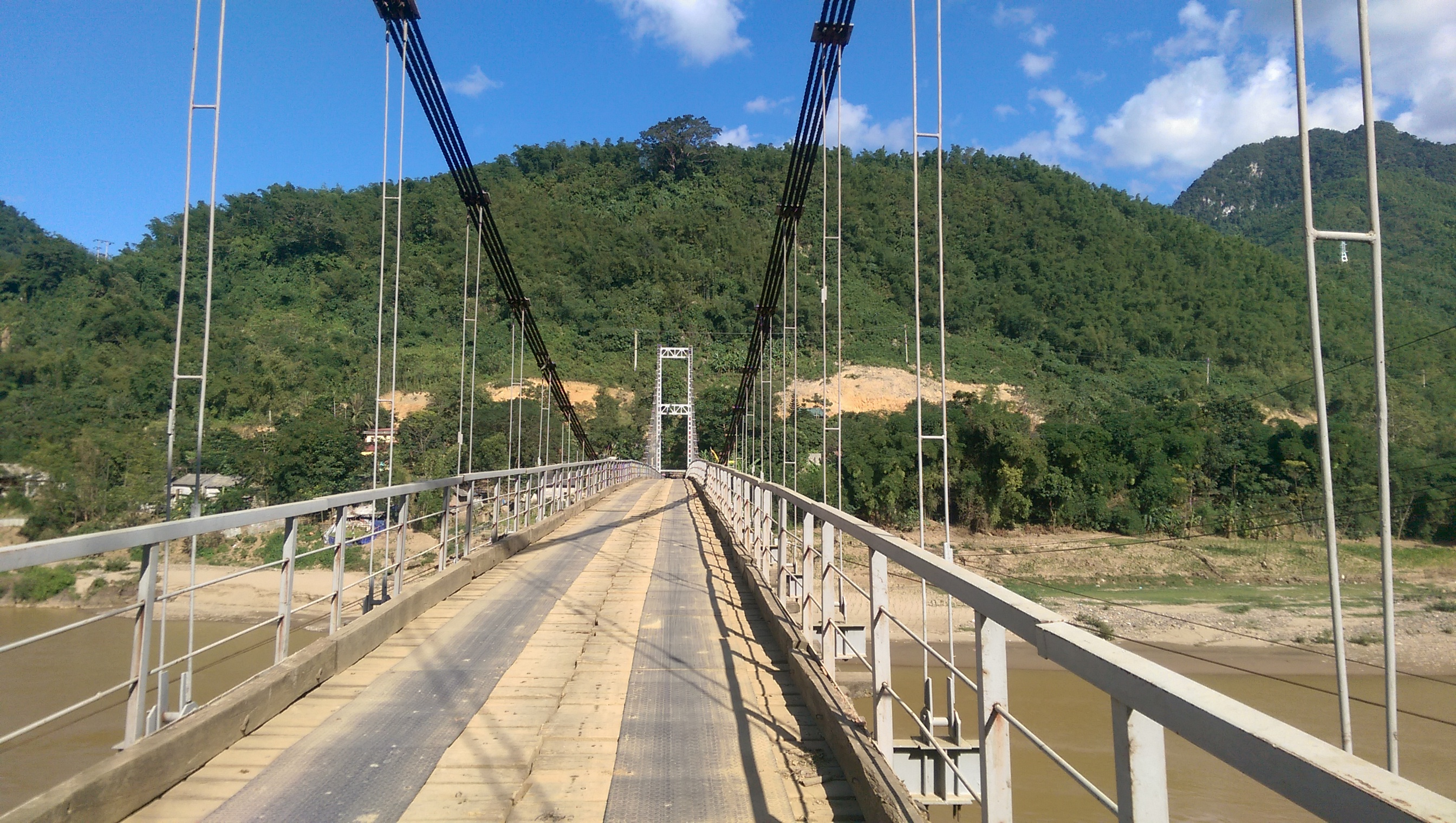
マー川のつり橋からの眺め

クアンホア県（クアンホアけん、ベトナム語：Huyện Quan Hóa / 縣關化? ）は、ベトナム社会主義共和国タインホア省の県である。面積は995km²、人口は53,070人（2019年）である。

## 行政区画
1市鎮14社を管轄する。